# Кршко
Кршко (словен. Krško) — поселення в общині Кршко, Споднєпосавський регіон, Словенія. Висота над рівнем моря: 163 м.